# Inga Landgré
Inga Linnéa Landgré (født 6. august 1927 i Stockholm, død 31. juli 2023) var en svensk skuespillerinde.

## Liv og karriere
Inga Landgré blev uddannet på Calle Flygare Teaterskola og fik sin debut på scenen i 1944. Hun begyndte også at optræde i film omkring denne tid, startende i 1943. I 1946 medvirkede hun i Ingmar Bergmans første film Moderhjertet.
Landgré nåede i sin karriere også at optræde i film som Medan porten var stängd (1946), Det syvende segl (1957), Brødrene Mozart (1986) og Den gode vilje (1992). I 2012 modtog hun Hedersguldbaggen for sine mange præstationer i svensk film.

## Privatliv
Landgré var gift med skuespilleren Nils Poppe mellem 1949 og 1959. Parret fik to børn sammen.
Inga Landgré døde den 31. juli 2023, 95 år gammel. Hun ligger begravet i Sigtuna.

## Udvalgt filmografi
- Ordet (1943)
- Moderhjertet (1946)
- Medan porten var stängd (1946)
- Stærke viljer (1948)
- Når Stockholm sover (1950)
- Toldere og syndere (1952)
- Poppe som detektiv (1953)
- Foreign Intrigue (tv-serie, 1953-1955)
- Det syvende segl (1957)
- Elskende par (1964)
- Hugo og Josefine (1967)
- Stuegang (1968)
- Paradishuset (1977)
- Mamma (1982)
- Brødrene Mozart (1986)
- Min elskede - Amorosa (1986)
- Den gode vilje (1992)
- Kejseren af Portugalien (tv-serie, 1992-1993)
- Skærgårdsdoktoren (tv-serie, 1997)
- Dødelig drift (1999)
- Paradiset (2003)
- Tur & retur (2003)
- Nina Frisk (2007)
- Irene Huss (tv-serie, 2008)
- Gud, lugt og hende (2008)
- Wallander (tv-serie, 2009)
- The Girl with the Dragon Tattoo (2011)
- Fjällbacka-mordene - Tyskerungen (2013)
- Ægte mennesker (tv-serie, 2013)
- Lamento (2014)
- En forbandet god jul (2015)
- Sygeplejerskerne (tv-serie, 2016)
- Kungen av Atlantis (2019)